# Gloria Film
La società Film artistica Gloria, comunemente conosciuta come Gloria Film, è stata una casa di produzione cinematografica torinese del periodo del muto la cui attività si sviluppò dall'inizio del 1913 sino alla fine del 1916. Nonostante la brevità della sua vita aziendale è riconosciuta come una delle più significative imprese italiane del settore negli anni precedenti la prima guerra mondiale.

## Storia

### Un inizio pieno di speranze
L'azienda venne costituita nella forma giuridica di una accomandita semplice in data 20 aprile 1913 con una durata prevista di 25 anni ed un capitale sociale di 250.000 lire, suddiviso tra 14 soci, tra i quali le quote prevalenti erano attribuite a Domenico Cazzulino e Mario Caserini. Il primo, imprenditore nel settore dell'esercizio di sale cinematografiche, era stato tra i pionieri del cinema torinese, affiancando sin dal 1901 Roberto Omegna nella gestione di una "Sala Edison" ove venivano proiettati cortometraggi di produzione francese, espandendosi poi anche in altre città del nord, tra cui Bologna. Mario Caserini, che aveva iniziato la sua attività di cineasta presso la "Cines", si era trasferito, assieme alla moglie Maria Gasperini ed altri collaboratori, a Torino presso la "Ambrosio" con un vantaggioso contratto che lo impegnava sino al marzo 1915. 
Tuttavia, mosso da un temperamento esuberante egli decise di interrompere tale collaborazione in quanto «non mi bastava essere parte, per quanto di una macchina interessantissima,  ma desideravo diventare io stesso la forza motrice, [quindi] ottenni lo scioglimento del contratto che mi legava alla "Ambrosio"». Caserini sarà quindi il direttore artistico della nascente impresa.
Nel concreto, come traspare sia dalle dichiarazioni di Caserini che dalla documentazione disponibile, l'effettiva operatività dell'azienda aveva preceduto il suo atto costitutivo. Infatti sin dal gennaio 1913 era stata individuata una sede da destinare all'attività produttiva nella via Quittengo, che all'epoca era nell'estrema periferia della città: si trattava di un'area di 3.600 m² sulla quale preesisteva una fonderia i cui fabbricati vennero riutilizzati per i nuovi fini, mentre ex novo venne realizzato solo il teatro di posa, sulla base di una autorizzazione edilizia del 30 gennaio 1913. Gli uffici amministrativi furono invece collocati in via Ospedale.
A differenza di altre aziende analoghe, la "Gloria Film" scelse di non dotarsi al suo interno di laboratori per sviluppo e stampa delle pellicole, appoggiandosi a tale fine sullo stabilimento BIAK di Lione (che aveva anche una filiale a Torino) nel quale era interessato quell'ing. Adolfo Pouchain che era stato amministratore della "Cines" dal 1906 al 1911, quando nell'azienda romana lavorava Caserini. I preparativi per l'avvio dell'attività produttiva impegnarono i primi mesi del 1913: già all'inizio di marzo il nuovo teatro di posa erano quasi ultimato, cosicché ad aprile si potevano avviare le riprese, mentre proseguivano gli ingaggi degli artisti destinati a lavorare nella nuova azienda, spesso provenienti dalle concorrenti. 

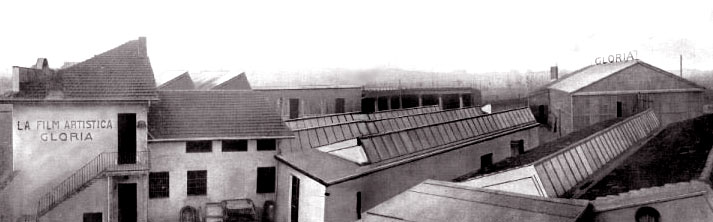
Lo stabilimento di produzione della "Gloria Film" in via Quittengo 39 a Torino, fine 1913

Nello stesso periodo iniziava una martellante campagna pubblicitaria che impegnava pagine e pagine delle riviste del settore per annunciare che «La "Gloria" produrrà esclusivamente film artistiche di lungo metraggio da soggetti di autori di fama indiscussa». Intanto Cazzulino, nominato amministratore della società, si occupava di organizzare la distribuzione, associando la "Gloria" alla "De Giglio", per utilizzare i canali distributivi di cui tale azienda disponeva.

### Il successo
Gli ambiziosi progetti aziendali diventarono realtà alla metà di giugno 1913 quando la "Gloria Film" aprì il suo teatro di posa in occasione delle ultime riprese del suo primo lungometraggio, Il treno degli spettri. Con una iniziativa inedita, giornalisti ed autorità vennero invitati ad assistere alla lavorazione delle scene finali, dando vita nel complesso di via Quittengo ad un evento mondano che attirò sulla neonata casa di produzione simpatia ed attenzione, replicate quando dello stesso film fu organizzata una "prima" al cinema "Borsa" di Torino (di proprietà di Cazzulino) alla mezzanotte del 28 giugno, esaltandone così il sapore di "thriller".

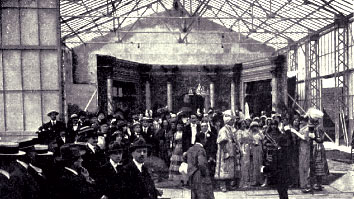
Giugno 1913. Si inaugura l'impianto della "Gloria Film" a Torino. Con l'occasione furono girate le ultime scene del primo lungometraggio prodotto, Il treno degli spettri

Dopo un secondo film (la farsa Florette e Patapon) le prospettive della "Gloria" decollarono quando riuscì a scritturare una delle più note ed applaudite attrici teatrali del momento, Lyda Borelli. Su di lei due autori non professionisti genovesi (il medico, ma anche appassionato di spettacolo e musica, Emiliano Bonetti, e l'insegnante e giornalista Giovanni Monleone) costruirono un soggetto drammatico cui attribuirono come titolo l'ultimo verso della Manon Lescaut di Puccini. Nacque così Ma l'amor mio non muore, che segnò il costume e rappresentò la cultura di un'epoca, quale capostipite del dramma cinematografico di ambientazione borghese moderna, Il film di Caserini (per diversi osservatori il suo capolavoro) ebbe un successo straordinario e venne venduto in tutto il mondo, tanto che arrivarono notizie di sue acclamate proiezioni anche da località lontane come Melbourne o La Paz.
Lo straordinario riscontro di pubblico e di critica del primo film interpretato dalla Borelli indusse la "Gloria" a metterne immediatamente in cantiere un secondo, La memoria dell'altro, che, uscito nel gennaio 1914, ebbe anch'esso un notevole successo. Sulla scia di questi successi, la "Gloria" riuscì, in poco tempo, a garantire ai suoi prodotti una vasta distribuzione internazionale rivolta sia ai principali mercati europei (Spagna, Francia, Gran Bretagna, paesi Scandinavi) che agli Stati Uniti,.
A quel punto la "Gloria", benché nata da meno di un anno, veniva già annoverata tra le sette principali aziende di produzione cinematografica torinesi (a fronte delle 4 romane, 3 milanesi e 2 napoletane) nel cui ambito s'era conquistata in quel poco tempo un posto di riguardo. Le prospettive di un impetuoso sviluppo erano così concrete che si diede il via ad alcune iniziative di potenziamento dell'impresa: venne acquistato un lotto di terreno di circa 3000 m², adiacente a quello di primo impianto, per poter ampliare lo stabilimento e fu rilevato un teatro di posa a Pegli (a quel tempo ancora Comune autonomo da Genova) per utilizzare le migliori condizioni di luce naturale che esistevano in prossimità del mare. Questa struttura, che da qualche tempo era inattiva, venne rapidamente rimessa in funzione a partire dal gennaio 1914 da Paolo Cantinelli ed in essa furono girate da Caserini diverse scene di Nerone ed Agrippina, oltre a funzionare anche con due "troupes" contemporaneamente al lavoro. La Liguria fu interessata, sempre nel gennaio 1914, da una seconda iniziativa espansiva della "Gloria" quando Cazzulino, confermando il suo spirito di esercente oltre che di produttore, rilevò la "Universale" una delle sale cinematografiche centrali di Genova, nella quale i film della "Gloria" venivano proiettati in esclusiva.
Nella seconda metà del 1913 Caserini e la "Gloria" subirono una prima battuta d'arresto, frutto anche del clima di concorrenza, spesso sleale, che caratterizzava a qual tempo le case cinematografiche, provocando non pochi strascichi giudiziari. Decisero infatti di produrre una seconda edizione de Gli ultimi giorni di Pompei, per le cui riprese si volle utilizzare il prestigioso scenario dell'Arena di Verona, dove si trasferì un cast di rilievo in cui Caserini era affiancato da Alberto Degli Abbati e Giuseppe De Liguoro. Ma nello stesso periodo anche la "Ambrosio" e la "Pasquali" avevano messo in cantiere un film tratto da quel romanzo. Nonostante fossero state già girate diverse scene, la "Gloria" decise di sottrarsi allo scontro diretto, destinando quelle riprese ad un altro film, Nerone ed Agrippina, che uscirà nel marzo dell'anno successivo, riscuotendo però scarso successo.

### Crisi e chiusura
La crescita qualitativa e quantitativa che nel 1913 aveva permesso alla "Gloria" di assumere un ruolo di primo piano nel panorama della cinematografia italiana, si infranse a metà del 1914 in un primo momento a causa d'un dissidio tra Caserini e la società di cui non si conoscono le cause, se non che si trattò di «un disaccordo con gli azionisti» che il 16 giugno 1914 indusse il regista a lasciare l'impresa da lui stesso fondata per rientrare alla "Ambrosio". 

Un fotogramma della farsa Florette e Patapon, secondo film prodotto dalla "Gloria" /1913), oggi perduto. Gli attori al centro sono Mary Baima Riva e Camillo De Riso

Ma se alla perdita del suo regista più importante la "Gloria" rispose accentuando l'attività dei suoi sostituti, ben più grave doveva essere, due mesi dopo, lo scoppio della Guerra che, benché l'Italia fosse ancora neutrale, comportò un arresto dell'attività dovuto al contingentamento dei conti bancari disposto dal governo, ed alla difficoltà di approvvigionamento di pellicola vergine. Come molte altre aziende anche la "Gloria" fu costretta a ridurre le lavorazioni ed a tagliare le paghe del personale di circa il 50 per cento.
Le crescenti difficoltà portarono rapidamente alla crisi quella che all'inizio s'era dimostrata una fortunata iniziativa industriale. Nel 1915 la produzione proseguì, ma alla chiusura dell'esercizio, nel maggio 1916, la società denunciò una perdita di 231.000 lire, che quasi azzerava il capitale sociale. Nonostante ciò, si decise di proseguire sperando in un miglioramento della situazione, ma sei mesi dopo, nel corso di un'assemblea straordinaria che si tenne il 6 novembre, si dovette prendere atto che ogni speranza di rilancio era vana e si deliberò la scioglimento e la messa in liquidazione della società
La cessazione della attività produttiva della "Gloria" lasciò tuttavia in funzione gli impianti di via Quittengo che per qualche tempo vennero affittati ad altre produttrici, Poi nel 1918 essi furono venduti alla società "Electa Film", costituita dall'imprenditore Alberto Fasola e dell'attore regista Mario Bonnard, che però se ne allontanò quasi subito.
Fasola, che aveva a sua volta costituito la società IN.CI.T. nella quale aveva fatto confluire anche lo stabilimento torinese ex "Gloria", nel 1919 cedette il tutto per la consistente somma di 800.000 lire alla U.C.I., per cui tale impianto diventò uno degli 11 posseduti in Italia dall'elefantiaco (e per molti critici, vantaggioso solo per chi riusciva, in anni di crisi, a cedergli i propri impianti) "trust" cinematografico costituito nel dopoguerra per tentar di contrastare la penetrazione del cinema statunitense, salvo poi disfarsene nel 1921. L'area fu quindi assorbita dall'avanzare dell'espansione edilizia torinese.

## Artisti e collaboratori
Per quanto l'avventura produttiva della "Gloria Film" sia stata breve, l'azienda torinese costituì nel periodo antecedente la Guerra mondiale, conosciuto come gli "Anni d'oro" della produzione italiana, un elemento di qualità, rappresentando per il dramma borghese moderno, lo stesso valore innovativo che per i soggetti storici venne, nello stesso periodo, simboleggiato da Cabiria. Ciò fu possibile anche grazie al fatto che, nonostante i pochi anni di attività, la "Gloria" poté usufruire per periodi più o meno lunghi della collaborazione di alcuni dei nomi più noti della cinematografia dell'epoca.
Già al momento della costituzione della "Gloria" vi arrivarono, assieme a Caserini ed alla moglie,  e come loro attratti dalle grandi prospettive positive dell'iniziativa i registi Alberto Degli Abbati e Giuseppe De Liguoro, Mario Bonnard (che entrerà subito nel cast del primo film Il treno degli spettri) e l'attore - regista Camillo De Riso che sarà il realizzatore di tutte le comiche distribuite dall'azienda torinese; con loro si trasferì nella nuova azienda anche l'operatore Giuseppe Angelo Scalenghe, portandovi tutti costoro l'esperienza acquisita alla "Ambrosio".
In un periodo in cui la distinzione sul "set" tra sceneggiatore, regista ed interprete non era così rigida come poi diventerà in seguito, lavorano in via Quittengo in tali ruoli "misti" Vittorio Rossi Pianelli, Emilio Petacci, Leopoldo Carlucci, Gino e Piero Calza - Bini, Giuseppe Pinto e Telemaco Ruggeri. Presso la "Gloria" inizia la sua quasi trentennale carriera registica Amleto Palermi. Nella parte conclusiva dell'attività aziendale collabora anche come regista Pier Antonio Gariazzo, mentre lo diventano Gian Paolo Rosmino, già attore, e Guido Di Nardo, in precedenza soggettista

Fotogramma de La memoria dell'altro, secondo film interpretato da Lyda Borelli per la "Gloria"

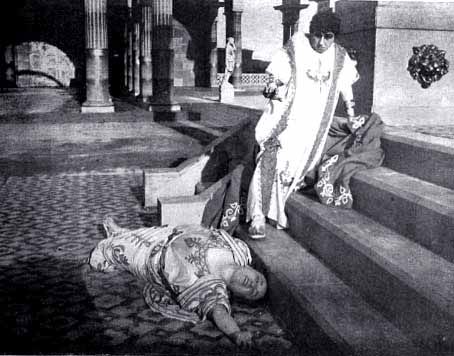
Scena di Nerone e Agrippina, film che la "Gloria" produsse in sostituzione de Gli ultimi giorni di Pompei

Tra le attrici, oltre al caso di Lyda Borelli, che diede vita ad un modello di ideale femminile legato ai temi dell'amore e della morte, destinato di lì a poco a sfociare nel fenomeno divistico, da segnalare la presenza delle sorelle Letizia ed Isabella Quaranta, di Lydia De Roberti, Antonietta (Nelly) Pinto, Fernanda Sinimberghi ed Elisa Severi. Particolarmente importante la "squadra" dei soggettisti della "Gloria" in cui spiccano senz'altro i due genovesi Bonetti e Monleone /che poi seguirono Caserini quando si allontanò dalla società) ed il titolare dell'ufficio autori Renzo Chiosso. Caso raro per l'epoca tra gli autori che lavorarono per la "Gloria" anche una donna, la baronessa Vittorina De Rege.

## Filmografia
La produzione della "Gloria Film" si estende dal 1913 al 1916, ma in quest'ultimo anno, così come in quello successivo, escono pellicole realizzate in gran parte nell'anno precedente. Tenendo fede ai propositi iniziali la produzione della "Gloria Film" - a differenza di quella delle aziende concorrenti - non puntò, salvo due sporadici casi, sui documentari (i "dal vero" nella terminologia del tempo), limitandosi quindi ai soli film a soggetto dei quali un buon numero lungometraggi; tra essi numerose comiche che rappresentano circa un quinto del totale. Complessivamente risultano editi dalla casa in tale periodo poco meno di 90 titoli.
Per la ricostruzione della filmografia completa della "Gloria" si è fatto riferimento ai vari volumi editi dal C.S.C. e da E.R.I. relativi al cinema muto italiano, limitatamente ai titoli dei film a soggetto, argomento di quella collana. Per quanto riguarda i documentari, i titoli sono stati ricavati dall'opera di Maria Adriana Prolo, citata nella bibliografia. I vari titoli, per quanto possibile, sono stati classificati secondo il criterio dell'anno di uscita della pellicola. Quando manca il nome del regista significa che le fonti non l'hanno indicato, non avendolo reperito.
Secondo la ricerca recentemente pubblicata da Aldo Bernardini (citata nella bibliografia) della produzione "Gloria Film" sono sopravvissuti soltanto una decina di titoli, custoditi in cineteche sia italiane che straniere. Tra di essi ci sono opere importanti come il famoso Ma l'amor mio non muore (che nel 2013, ad un secolo esatto dalla sua uscita, è stato restaurato dalla Cineteca di Bologna) nonché il suo successivo, La memoria dell'altro; salvati anche il colossal storico Nerone ed Agrippina e due pellicole (su un totale di cinque) della serie Cuore. 
Perduti invece, il primo film prodotto dalla "Gloria Film" (Il treno degli spettri), tutte le comiche interpretate e dirette da Camillo De Riso e tutti i film diretti sia da Alberto Degli Abbati che dall'attore - regista Vittorio Rossi Pianelli. Scomparse anche le pellicole dirette nel corso del suo soggiorno torinese da Amleto Palermi.

### 1913
- Anima perversa, regia di Alberto Degli Abbati
- Florette e Patapon, regia di Mario Caserini
- Fra ruggiti di belve, regia di Alberto Degli Abbati
- La macchia indelebile, regia di Alberto Degli Abbati
- Ma l'amor mio non muore, regia di Mario Caserini
- Il matrimonio segreto, regia di Camillo De Riso
- Un qui pro quo, regia di Alberto Degli Abbati
- Romanticismo, regia di Camillo De Riso
- Scolaro per amore, regia di Camillo De Riso
- Sonnambulismo, regia di Camillo De Riso
- Il treno degli spettri, regia di Mario Caserini

### 1914
- L'abete fulminato, regia di Giuseppe Pinto
- Acquazzone in montagna, regia di Mario Caserini
- L'alba del perdono,
- Brivido di morte, regia di Vittorio Rossi Pianelli
- Camillo avvelenato suo malgrado, regia di Camillo De Riso
- Camillo uccisore di oeoni, regia di Camillo De Riso
- Chi non vede la luce, regia di Vittorio Rossi Pianelli
- Circe moderna, regia di Alberto Degli Abbati
- Il cofanetto dei milioni, regia di Piero Calza - Bini
- Colei che tutto soffre, regia di Amleto Palermi
- La contessa Fedra, regia di Alberto Degli Abbati
- La corsa all'anore, regia di Telemaco Ruggeri
- Il diritto di uccidere, regia di Amleto Palermi
- L'eterno romanzo, regia di Guido Di Nardo
- Extra Dry, Carnevale 1910-1913, regia di Piero Calza - Bini
- Fiori d'amore, fiori di morte, regia di Giuseppe De Liguoro
- Guerra in tempo di pace, regia di Camillo De Riso
- Yussa, la perla del Gange, regia di Giuseppe Pinto
- Mai più
- I mariti allegri, regia di Camillo De Riso
- La memoria dell'altro, regia di Alberto Degli Abbati
- La morte bella,(tit alternat Napoli 1820), regia di Alberto Degli Abbati
- Nerone e Agrippina, regia di Mario Caserini
- Occultismo, regia di Gian Orlando Vassallo
- L'orologio del Signor Camillo, regia di Camillo De Riso
- L'orrendo blasone, regia di Amleto Palermi
- Pagine sparse, regia di Giuseppe De Liguoro
- Il precettore di Sua Altezza, regia di Camillo De Riso
- Il signor Camillo cacciatore di orsi, regia di Gian Orlando Vassallo
- Il signor Camillo in fasce, regia di Gian Orlando Vassallo
- Tenebre, regia di Carlo Gervasio
- Tentazioni, regia di Carlo Gervasio
- La catastrofe del bacino di San Marco a Venezia (documentario)

### 1915
- Altri tempi, regia di Giuseppe Pinto
- L'armatura di Carlo Magno, regia di Camillo De Riso
- Armiamoci e... partite!, regia di Camillo De Riso
- Il bacio di sirena, regia di Guido Di Nardo
- La beffa di Satana, regia di Telemaco Ruggeri
- I cavalieri delle tenebre, regia di Giuseppe Pinto
- La cicatrice stellata, regia di Giuseppe Pinto
- Un dramma tra le belva, regia di Amleto Palermi
- La legione della morte, regia di Vittorio Rossi Pianelli
- La mano nera, regia di Camillo De Riso
- La maschera folle, regia di Leopoldo Carlucci
- La memoria del diavolom regia di Giuseppe Pinto
- Mio nipote ....Clementina, regia di Camillo De Riso
- Il mistero dell'educanda di Saint Bon, regia di Guido Di Nardo
- Non fumo .... e sento odor di fumo, regia di Camillo De Riso
- L'occhio della morta, regia di Giuseppe Pinto
- Gli orfani della Senna
- Per essere più libero, regia di Camillo De Riso
- La piccola vedetta lombarda (serie Cuore), regia di Vittorio Rossi Pianelli
- Il piccolo patriota padovano (serie Cuore), regia di Leopoldo Carlucci
- Il piccolo protettore, regia di Camillo De Riso
- Il piccolo scrivano fiorentino (serie Cuore), regia di Leopoldo Carlucci
- Il romanzo di un atleta, regia di Vittorio Rossi Pianelli
- La strega, regia di Gian Paolo Rosmino
- Sul limite del Nirvana, regia di Vittorio Rossi Pianelli
- Il vampiro, regia di Vittorio Rossi Pianelli
- La vergine del mare, regia di Gino Calza - Bini
- Santa Margherita Ligure (documentario)

### 1916
- Dagli Appennini alle Andre (serie Cuore), regia di Umberto Paradisi
- Astuzia di donna, regia di Camillo De Riso
- Buon Natale!, regia di Gino Calza - Bini
- La danzatrice mascherata, regia di Pier Antonio Gariazzo
- Daysy Ford, regia di Guido Di Nardo
- Diamanti e documenti, regia di Domenico Gaido
- Un grande dramma in un piccolo cuore, regia di Guido Di Nardo
- L'infermiere di Tata, regia di Leopoldo Carlucci
- Matrimonio di interesse, regia di Camillo De Riso
- Naufragio, regia di Umberto Paradisi
- Sangue romagnolo (serie Cuore), regia di Leopoldo Carlucci
- Il sogno di Don Chisciotte, regia di Amleto Palermi
- Sul campo dell'onore, regia di Amleto Palermi
- Il tamburino sardo (serie Cuore), regia di Vittorio Rossi Pianelli
- Valor civile, regia di Umberto Paradisi

### 1917
- Il più forte, regia di Guido Di Nardo